# Маргинализъм
Маргинализъм е употребата на маргинални концепции в икономическата теория. Маргинализмът се асоциира с аргументите отнасящи се до промените в количеството, използвани за продукт или услуга, това се противопоставя на идеята за общата значимост на даден клас от стоки или услуги, или някакво общо количество въобще.